# Église Saint-Barthélémy de Bénévent-l'Abbaye
Pour les articles homonymes, voir Église Saint-Barthélémy.
L'église Saint-Barthélemy est une église abbatiale, construite dans la seconde moitié du XIe siècle située à Bénévent-l'Abbaye, dans le département de la Creuse, en France.

## Localisation
L'église est située sur le chemin de Saint-Jacques de Compostelle venant de Vézelay.

## Historique
Dom Humbert qui était un chanoine de Limoges reçu les reliques de saint Barthélemy, mort à Bénévent en Italie, il les déposa dans l'église qu'il avait fait construire, celle-ci fut consacrée en 1028. Le lieu qui s'appelait Secondelas, prend alors le nom de Bénévent. La présence des reliques attira de nombreux pèlerins, sans compter ceux qui parcourent le chemin de Saint-Jacques de Compostelle, la via Lemovicensis. Dans la seconde moitié du XIIe siècle, une nouvelle église plus grande, de style roman fut construite en une seule campagne. C'est celle que l'on peut admirer de nos jours. En 1458 elle est élevée au rang d'abbaye. L'édifice est classé au titre des monuments historiques depuis 1862. À la suite du classement du monument, l'architecte Paul Abadie entreprit une restauration. Il offrit un vitrail à la fin des travaux (il y apposa ses armoiries "d'argent à une équerre et un compas de gueules" au bas du vitrail).

## Description

### Extérieur
Le porche comporte cinq voussures, il est polylobé, il rappelle le style mozarabe.
En faisant le tour de l'église et en levant la tête on peut voir de très nombreux modillons à tête grimaçante, il y en a 145.  

### Intérieur
La nef, voutée en berceau brisé, comporte quatre travées, et des collatéraux très étroits, elle est soutenue par d'énormes piliers. on peut admirer 38 chapiteaux, ceux du transept et du chœur sont sculptés et représentent : des griffons, des animaux grimaçants, des figures monstrueuses...
La coupole à la croisée du transept masque l'emplacement de la tour octogonale. Il y a trois chapelles absidiales qui sont dédiées à sainte Anne, au Sacré Cœur et à saint Joseph.
Dans le croisillon nord on peut admirer un gisant et une pierre tombale armoriée, sous le gisant on trouve les restes de Dom Hubert, et sous la pierre tombale ceux de l'abbé de Naillac.
Dans le croisillon sud se trouve la chapelle Saint-Barthélemy, avec, sur l'autel un buste reliquaire du saint, ainsi qu'une statue en bois.

## Photos

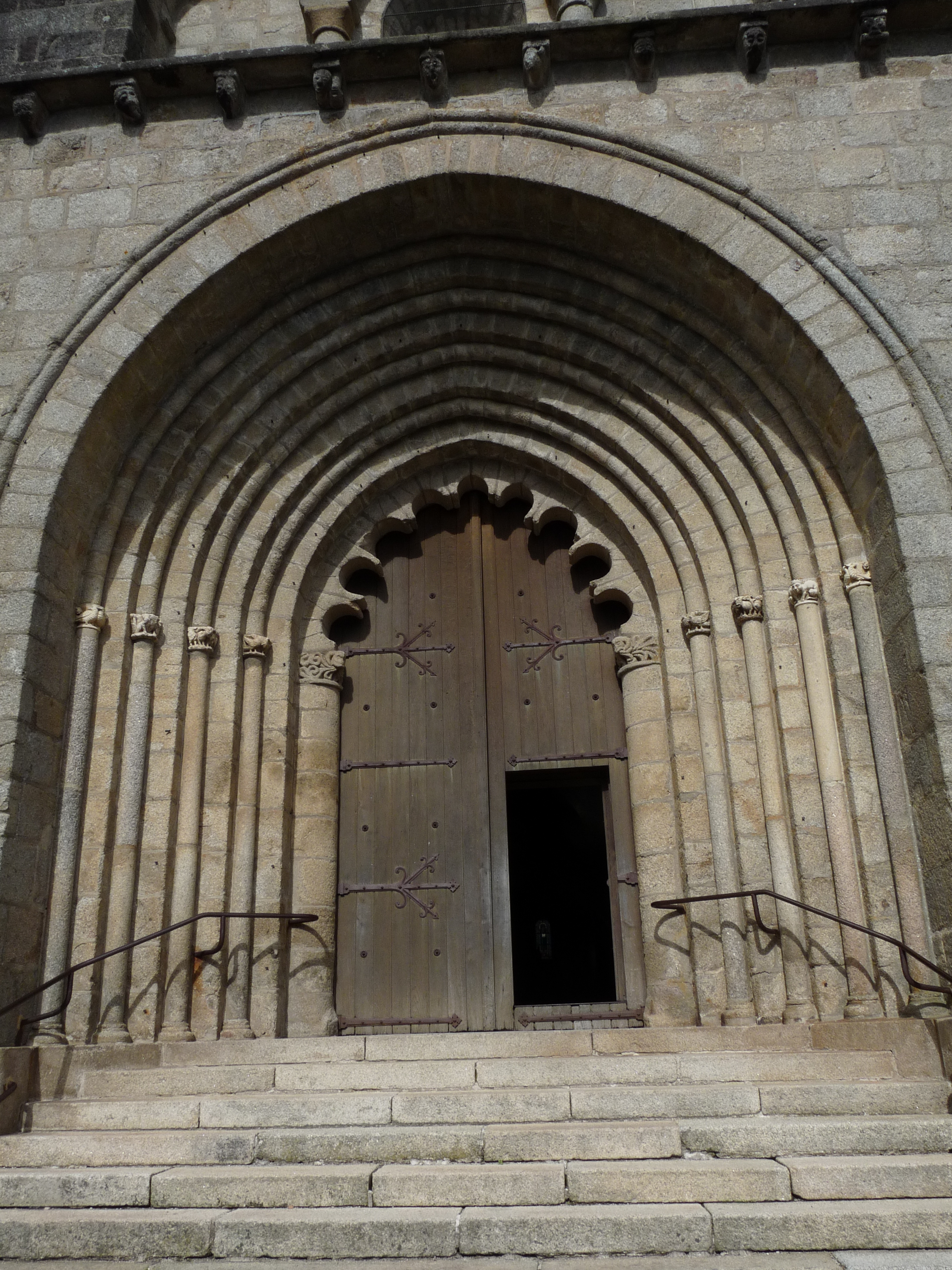
Le portail.
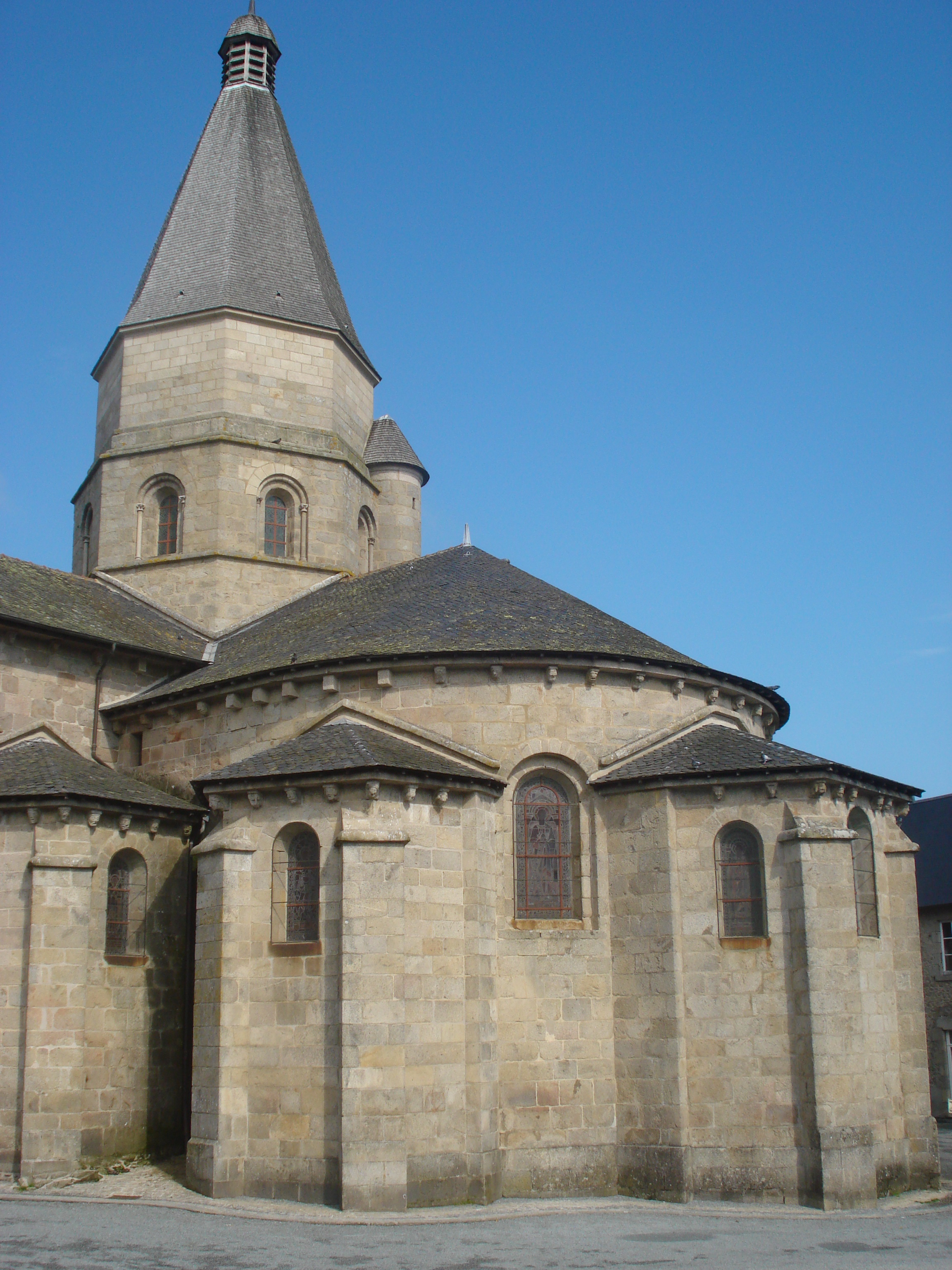
Chevet de l'église.
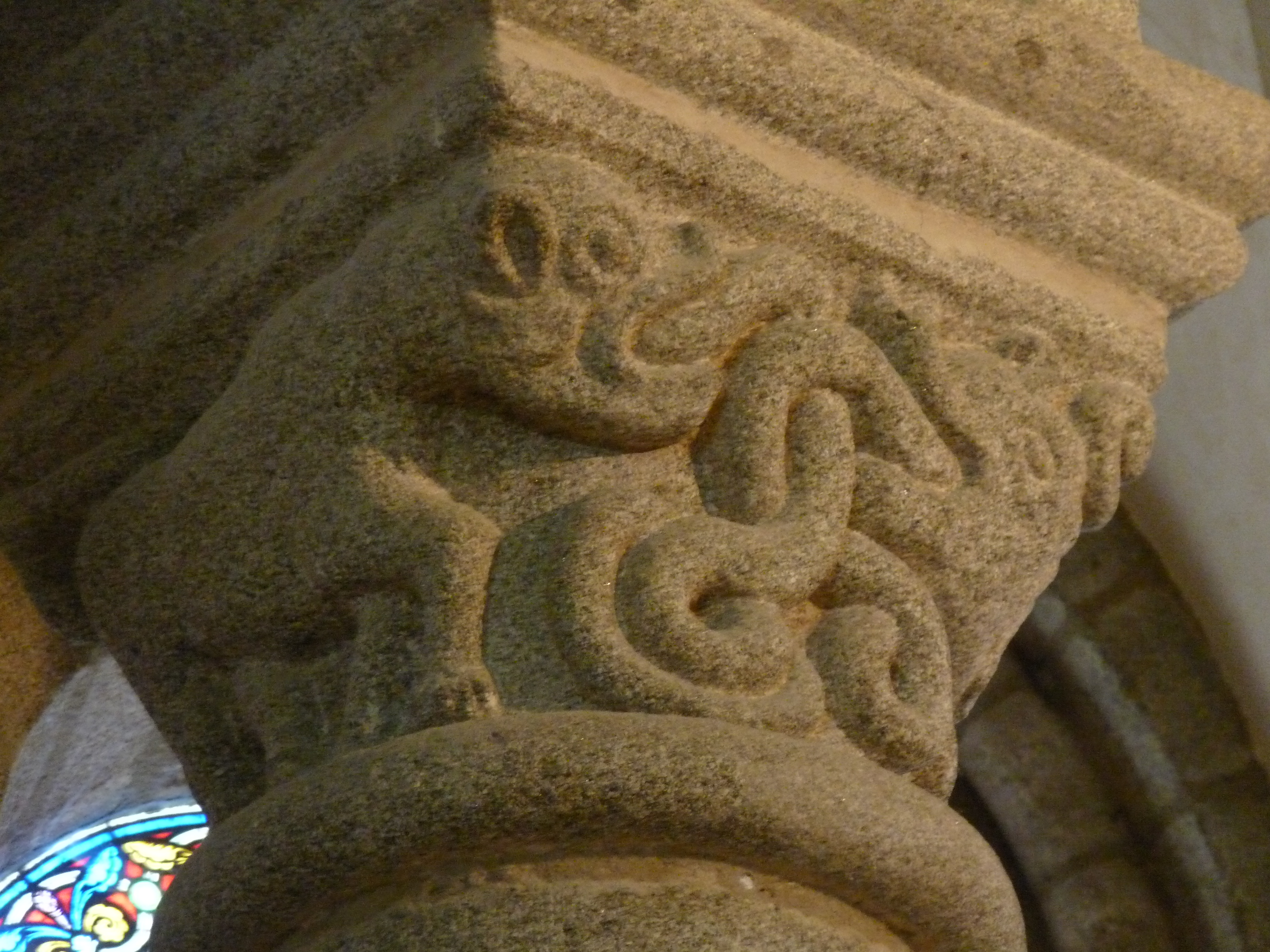
Un chapiteau.
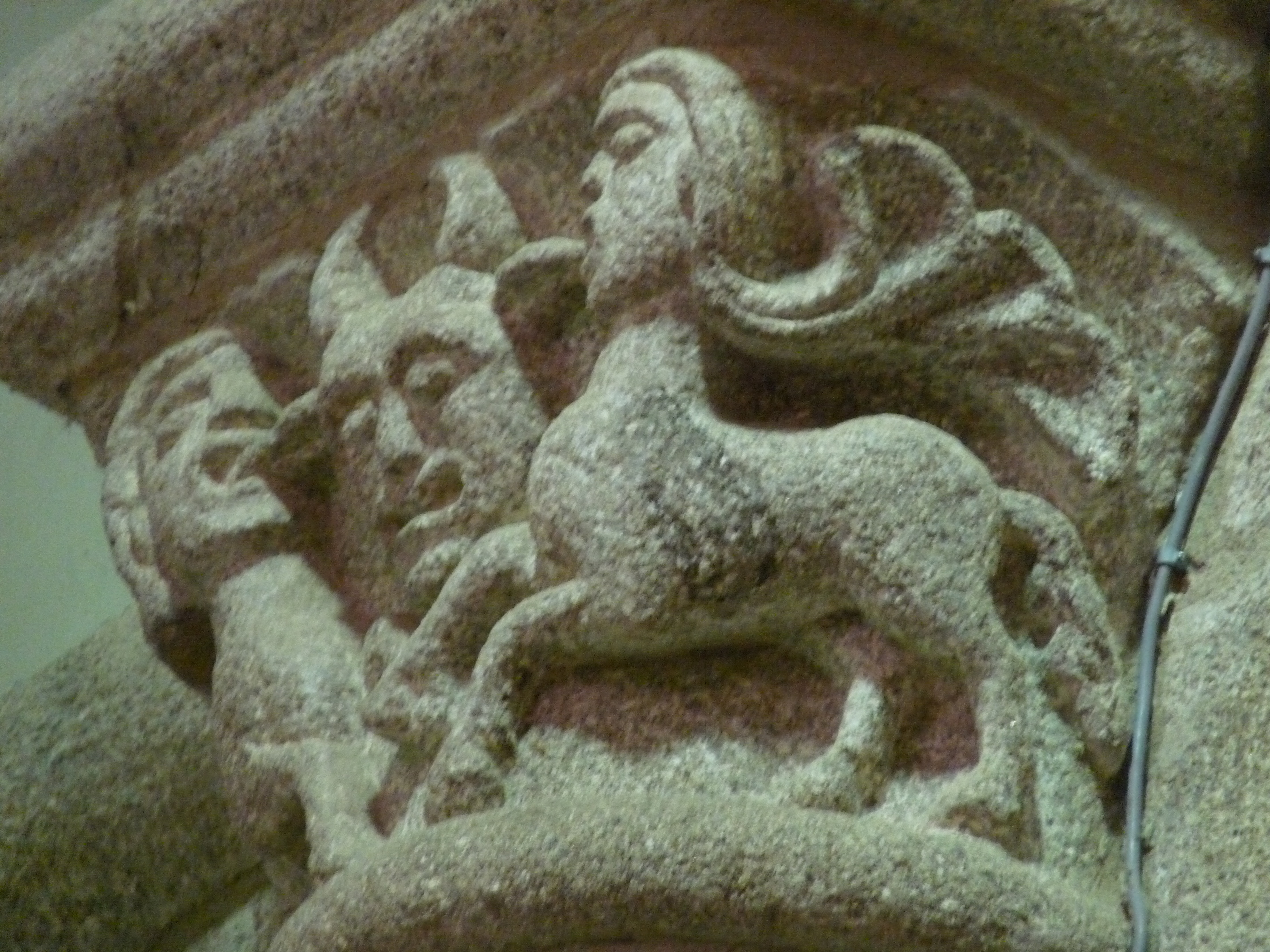
Un chapiteau.
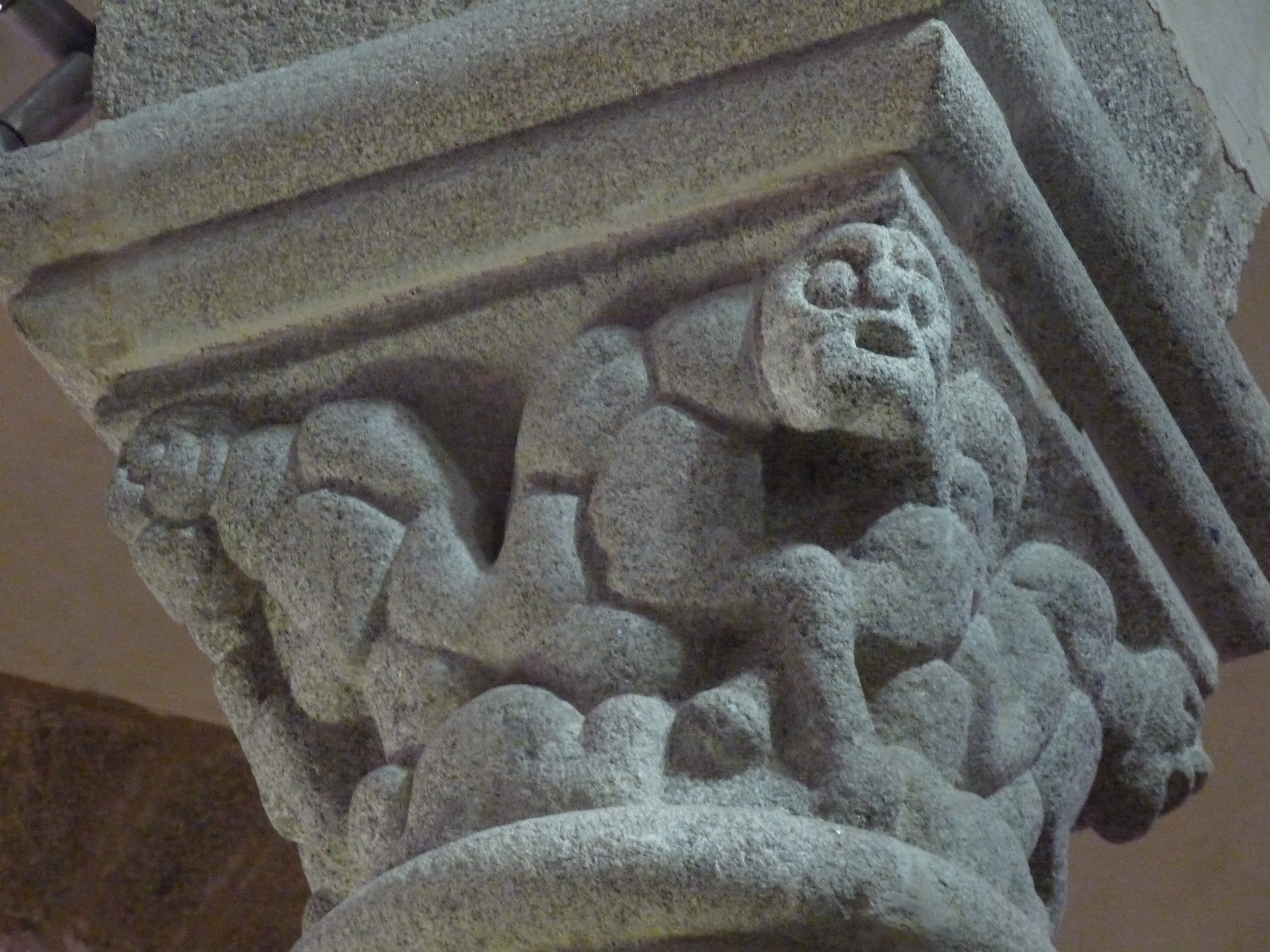
Un chapiteau.
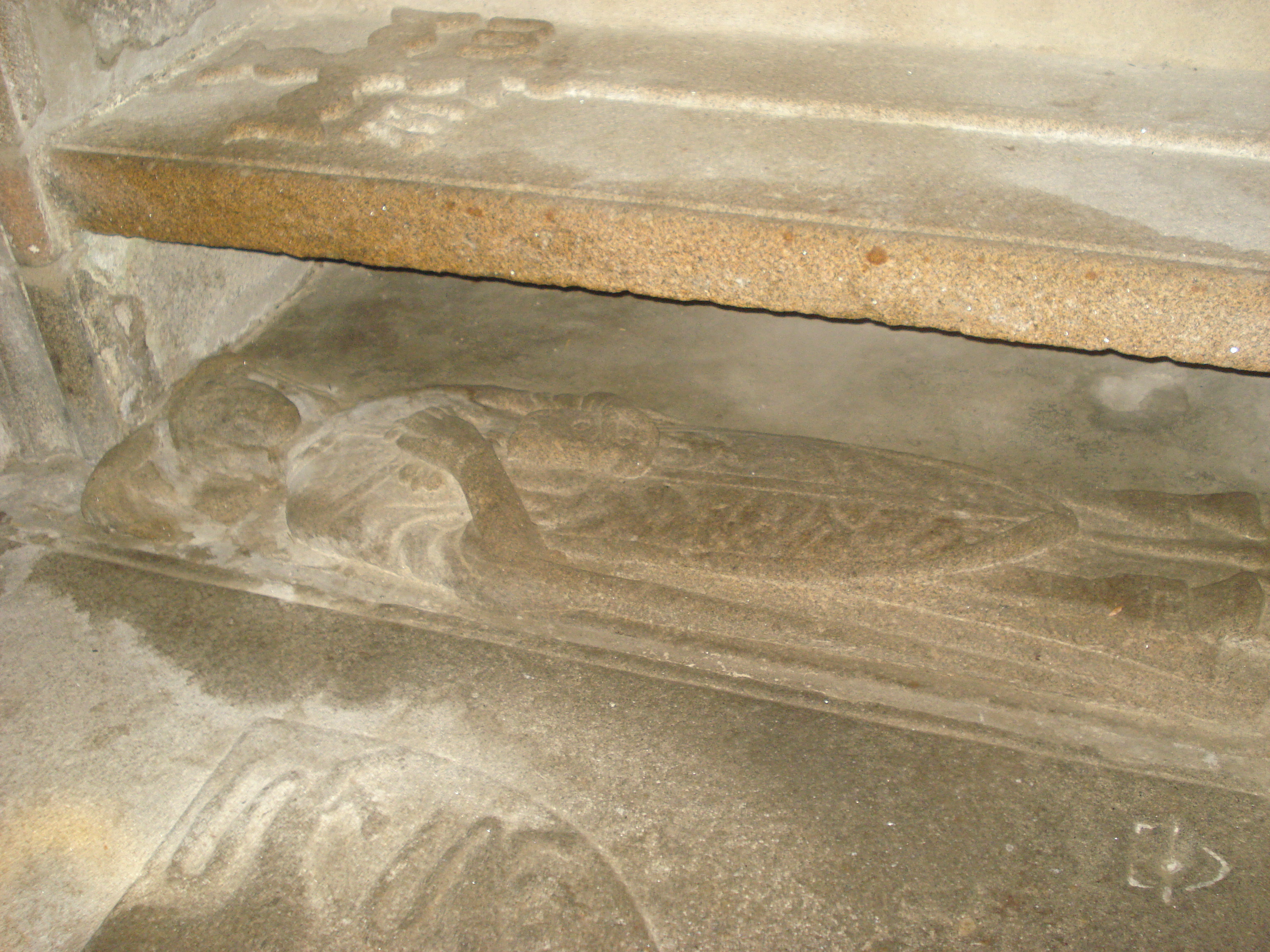
Gisant d'Umbert.
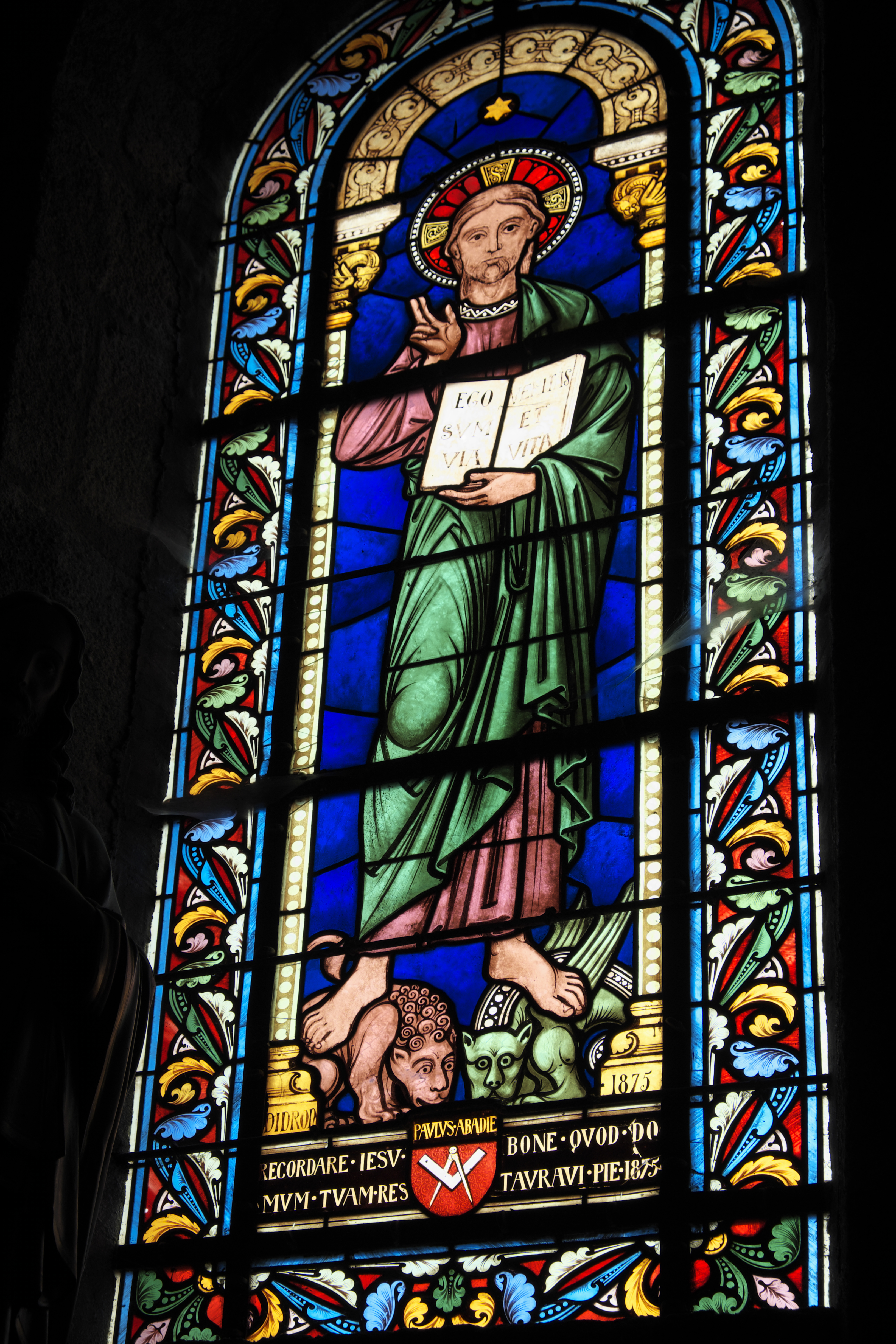
Vitrail du Christ portant les armoiries de l'architecte Abadie.

### Cartes postales anciennes

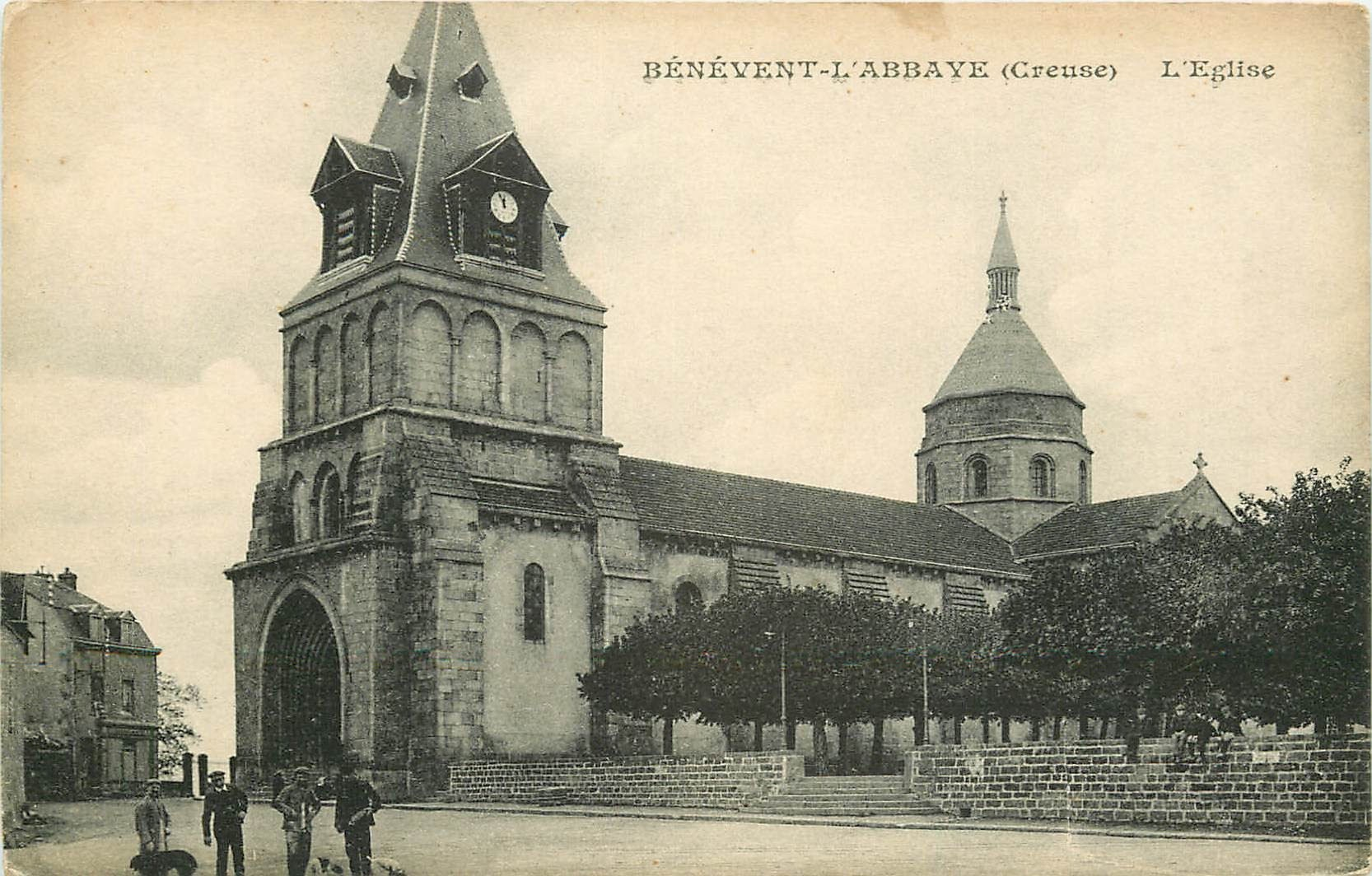
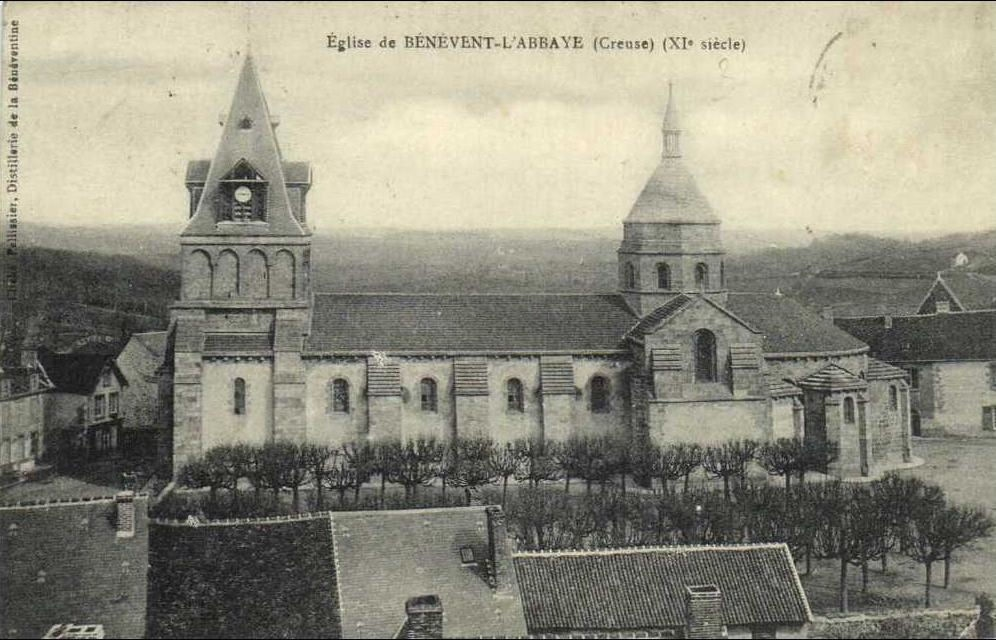
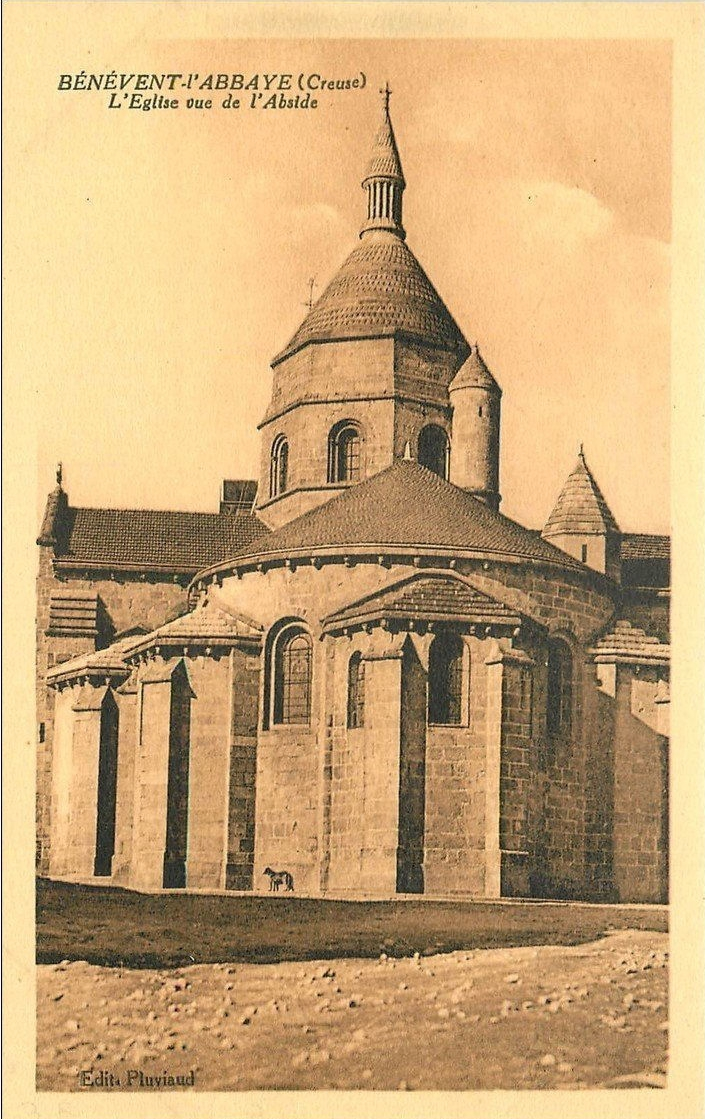